# SV Viktoria 01 Aschaffenburg
Az  SV Viktoria 01 Aschaffenburg egy német labdarúgócsapat. A klubnak két magyar játékosa is van, Kovács Norbert és Vörös Péter. A csapat talán leghíresebb tagja, a 33 éves szerb Ermin Melunovic.

## Magyar játékosai
Kovács Norbert
2006 nyarán a magyar élvonalbeli Budapest Honvédból igazolt Németországba. Bár a Honvédban védőként szerepelt, új klubjában jobbára középpályás.
Vörös Péter
Kovácshoz hasonlóan 2006 nyarán érkezett Aschaffenburgba, az NB II-es Gyirmót SE-től. Csatárként számít rá a Salov-Preljevic edzőpáros.

## Jelenlegi keret
2008. december 30. szerint.
| #  |       | Poszt | Név                |
| -- | ----- | ----- | ------------------ |
| 1  | német | K     | Sven Schmitt       |
| 2  | német | V     | Benjamin Bertholdt |
| 3  | német | V     | Markus Brüdigam    |
| 4  | német | V     | Andre Laurito      |
| 5  | német | V     | Ibrahima Salifou   |
| 6  | japán | KP    | Ken Asaeda         |
| 7  | német | KP    | Martin Wagner      |
| 8  | német | KP    | Sebastian Feyh     |
| 9  | német | CS    | Adrian Gurzynski   |
| 10 | német | CS    | Andreas Anicic     |
| 11 | olasz | CS    | Domenico di Rosa   |

| #  |         | Poszt | Név               |
| -- | ------- | ----- | ----------------- |
| 12 | nigéria | CS    | Isaac Ojigwe      |
| 13 | német   | KP    | Markus Horr       |
| 14 | német   | V     | Alexander Waimert |
| 15 | német   | V     | Markus Wosiek     |
| 17 | francia | KP    | Damien Letellier  |
| 18 | német   | CS    | Nima Latifiahvas  |
| 19 | olasz   | V     | Marcello Asta     |
| 20 | német   | V     | Markus Gaubatz    |
| 21 | német   | KP    | Frank Schröer     |
| 22 | német   | K     | Patrick Emmel     |
| 23 | német   | KP    | Alexander Grod    |

## Híres játékosai
- Felix Magath
- Klaus Reitmaier
- Ivo Iličević
- Jochen Seitz